# Desaparición de Loan Peña
El Caso Loan se refiere a la causa judicial que involucra al niño argentino residente en la localidad de 9 de Julio, Corrientes, Argentina, de 5 años de edad, Loan Danilo Peña Noguera (nacido el 8 de mayo de 2019) que se encuentra desaparecido desde el 13 de junio de 2024, se sospecha que fue víctima de un rapto o secuestro. La justicia evalúa como principal hipótesis del móvil sobre su desaparición, el tráfico de menores (trata infantil) por varios indicios. El niño desapareció en una zona rural, a metros de la casa de su abuela, cerca de un árbol de naranjas, al que había ido acompañado de tres adultos y otros cinco niños, luego de un almuerzo familiar.
Tras 23 horas de la desaparición y luego de varios rastrillajes sin éxito, se activó la Alerta Sofía. El 17 de junio Interpol lanzó una alerta amarilla internacional. Al cobrar fuerza la hipótesis de la red de trata internacional, Paraguay también comenzó la búsqueda y Uruguay lo agregó a su lista de personas ausentes.

Entre los imputados, que son los principales sospechosos de estar implicados directa o indirectamente, se encuentran su tío, Antonio Benítez; un amigo de Benítez y su esposa (Daniel Ramírez y Mónica Millapi); la funcionaria municipal María Victoria Caillava y su pareja Carlos Pérez, un exmarino, ambos acusados de ser el cerebro del presunto rapto; y Wálter Maciel, un comisario acusado de posible encubrimiento, y finalmente también fue detenida e imputada Laudelina Peña, la tía de Loan, por falso testimonio y sustracción de menores. 

Mapa de relaciones en el caso de la desaparición de Loan Peña

El 24 de junio, la Justicia de Corrientes se declaró incompetente y la causa judicial pasó a fuero federal.
El 17 de junio toma la representación de la Querella el Dr. Roberto Hugo Méndez y el 24 de junio, el abogado mediático Fernando Burlando anunció que representaría ad honorem a María Noguera madre de Loan y a José Omar Peña hermano del menor desaparecido.
El caso ha generado gran conmoción a nivel nacional, y una amplia cobertura en los medios de comunicación argentinos, lo que ha despertado algunas críticas por el exceso de exposición del caso, la «espectacularización» de la noticia y la intromisión del periodismo en la intimidad de Loan y sus familiares.

## Desaparición

### Contexto previo
El 13 de junio de 2024, Loan y su padre fueron a almorzar a la casa de la abuela paterna del niño, Catalina Peña, a la que llegaron a caballo. Según sostuvo la abuela Catalina posteriormente en una entrevista, ella desconocía que su hijo José y su nieto Loan asistirían al encuentro, ya que no estaban invitados. José Peña, el padre del niño, afirmó lo mismo, pero que de todas formas sabía que su madre haría ese almuerzo puesto que era tradición en el Día de San Antonio, que es muy popular en las provincias del norte, por lo que decidió ir con Loan, ya que el niño no tenía clases y previamente le había dicho que quería ver a su abuela, a quien no veía desde hacía 3 años.
La casa de la abuela Catalina se encuentra en una zona rural, en el Paraje Algarrobal, a 8 kilómetros de la casa de Loan, ubicada en el pueblo de Nueve de Julio, en la provincia de Corrientes.
En el almuerzo, estaban presentes además, Laudelina Peña (hermana de José, y tía de Loan) y su marido, Antonio Benítez; una pareja amiga de Benítez (Daniel «Fierrito» Ramírez y Mónica Millapi), Carlos Pérez, capitán de navío de la Armada retirado; y su esposa, María Victoria Caillava, una funcionaria municipal. Además, estaban presentes dos primas de Loan mayores de edad, y otros cinco niños, quienes eran hijos de los adultos presentes. Durante el almuerzo se tomó una foto casual de los presentes, que fue clave para establecer quiénes habían asistido y que se viralizó ampliamente en redes sociales. 

### Desaparición
Luego del almuerzo, Benítez, Ramírez y Millapi se fueron junto con los seis niños, incluido Loan, a buscar frutas a un naranjal ubicado a 600 metros de la casa de la abuela Catalina, según indica la versión oficial. Este paseo se hizo sin la autorización de José, el padre de Loan, pero los adultos que fueron aseguran haber avisado a otros familiares. Loan fue visto por última vez cerca del naranjal alrededor de las 14:20.
Los adultos presentes, ni bien notaron la ausencia de Loan, realizaron llamados al resto de los mayores que se encontraban en la casa de la abuela, pensando que el niño había vuelto, pero la respuesta fue negativa.

## Imputados
Por el momento hay siete personas imputadas por estar presuntamente implicados, ya sea directa o indirectamente, aunque sus roles no están del todo esclarecidos:
- María Victoria Caillava (52 años): amiga de la abuela Catalina, funcionaria pública, imputada por trata de personas.
- Carlos Pérez (62 años): esposo de Caillava, excapitán de navío retirado, imputado por trata de personas.
- Antonio Benítez (37 años): tío de Loan y esposo de Laudelina, imputado por abandono de persona.
- Daniel Ramírez (49 años): amigo de Benítez, imputado por abandono de persona.
- Mónica Millapi (35 años): esposa de Ramírez, imputada por abandono de persona.
- Wálter Maciel (45 años): comisario de Nueve de Julio, imputado por encubrimiento en favorecimiento real.
- Laudelina Peña (47 años): tía paterna de Loan, imputada por falso testimonio y sustracción de menores.

En un inicio el policía retirado Francisco Méndez fue detenido por supuesta complicidad con Maciel, pero fue posteriormente liberado el 26 de julio de 2024.

## Investigación e instancias judiciales

### Rastrillajes, peritajes y primeros detenidos
Tras 23 horas de la desaparición y luego de varios rastrillajes sin éxito, se activó la Alerta Sofía. El 17 de junio Interpol lanzó una alerta amarilla internacional, y el Ministerio Seguridad de la Nación ofreció una recompensa de 5 millones de pesos para quien aporte datos sobre su paradero.
En los primeros días de búsqueda, se trató el caso como un extravío accidental, por lo que se realizó un gran despliegue de rescatistas y policías en la zona de la desaparición, que rastrillaron alrededor de 10 mil hectáreas, con resultado negativo.

#### Detenciones
Los primeros en ser detenidos fueron Antonio Benítez, Daniel Ramírez y Mónica Millapi, los tres adultos presentes al momento de la desaparición de Loan, acusados de abandono de persona.
El 16 de junio de 2024, se encontró una de las zapatillas que llevaba puesta Loan al momento de la desaparición. Estaban semienterradas en el barro, y fueron halladas a 5 kilómetros del lugar donde desapareció. A la semana del hallazgo, los fiscales a cargo de la causa aseguraron que la zapatilla fue «plantada» y que Loan «nunca estuvo allí». Le atribuyeron esta adulteración de pruebas al comisario Wálter Maciel, quien fue detenido el 21 de junio de 2024, por entender que había alterado rastros y pruebas para entorpecer la investigación; fue imputado por encubrimiento, presumiendo una supuesta complicidad en el rapto del niño. Según la fiscalía, Maciel habría plantado la zapatilla con el fin de montar una escena que haga pensar que el niño se perdió.
El 21 de junio de 2024, unas pericias realizadas con perros adiestrados encontraron rastros de Loan dentro de dos vehículos pertenecientes al matrimonio de Carlos Pérez y María Victoria Caillava. El resultado de las pericias dio positivo en una camioneta Ford Ranger blanca, que es el vehículo que utilizaron para ir al almuerzo de la abuela de Loan, pero también en un Ford Ka rojo, auto en el cual viajaron a la ciudad de Corrientes al día siguiente de la desaparición, a una consulta médica que tenía Caillava, según relató ella misma en un reportaje televisivo antes de ser detenida, nota en la cual ambos tuvieron declaraciones confusas y contradictorias con otras pruebas. Luego de estos hallazgos se procedió a detener al matrimonio de María Victoria Caillava y Carlos Pérez y tras estos indicios, la fiscalía de Corrientes los consideró como los principales sospechosos de haber entregado al niño a una red de tráfico infantil.
Al cobrar fuerza la hipótesis de la red de trata internacional, Paraguay también comenzó la búsqueda y Uruguay lo agregó a su lista de personas ausentes.

### La causa pasa a la Justicia federal
El 24 de junio, la Justicia de Corrientes se declaró incompetente y la causa judicial pasó a fuero federal, ya que el delito de trata de personas es de jurisdicción federal; la investigación quedó en manos de la Procuraduría de Trata y Explotación de Personas (Protex), dependiente del Poder Judicial de la Nación. A partir de este momento, todas las intervenciones y detenciones, las llevaría a cabo la Policía Federal Argentina, desplazando a la Policía de Corrientes.

### Detención de Laudelina Peña y teoría del accidente
El 6 de julio de 2024 fue detenida y posteriormente imputada Laudelina Peña, la tía de Loan, quien había declarado días antes como testigo (ya que no estaba indagada) que el niño había sido atropellado accidentalmente por el matrimonio de Pérez y Caillava, y que posteriormente habrían descartado el cuerpo en un lugar desconocido, contradiciendo su versión inicial en la que aseguró no saber qué había pasado. También había confesado en esta segunda declaración que ella había "plantado" la zapatilla de Loan en el barro. No obstante, la justicia encontró inconsistencias en su relato por lo que ordenó su detención por falso testimonio, presumiendo una coautoría en el delito de sustracción de menores.
A raíz de las declaraciones de Laudelina, la Policía realizó nuevos allanamientos en busca del cuerpo, en un basural cerca del pueblo, y en un cementerio, todos con resultado negativo. Las pericias realizadas sobre restos de sangre humana encontrada en el guardabarros derecho del vehículo de Pérez con el que el niño habría sido atropellado, dio negativo para Loan Peña.
El 7 de julio de 2024, Macarena Peña, la hija de Laudelina Peña, compareció ante la jueza de Goya, Cristina Pozzer Penzo, para declarar contradiciendo las afirmaciones de su madre. En su testimonio sostuvo que su madre había recibido un soborno para hacer esa segunda declaración. El 12 de julio, Laudelina le admitió a su abogada que las declaraciones sobre el accidente eran falsas, y finalmente el 17 de julio volvió a declarar, ahora como imputada, asegurando que la versión del accidente era una fábula ensayada. Sobre esto último, involucró a su ex abogado José Codazzi y al senador provincial Diego Pellegrini de haberla «apretado», pagándole 50 mil pesos para hacer esa declaración. También apuntó contra un policía retirado, Francisco Méndez, que habría colaborado con el comisario Maciel para entorpecer la investigación. Tras estas acusaciones, Méndez fue detenido, para ser liberado a los pocos días.

## Repercusiones
Diversos sectores cuestionaron al gobierno provincial y a Gustavo Valdés por presuntas demoras en la activación del protocolo de búsqueda y la coordinación de las fuerzas de seguridad en las etapas iniciales del operativo. Asimismo, la comunicación oficial fue objeto de críticas luego de que el gobernador anunciara avances sustanciales en la investigación que posteriormente no se corroboraron en sede judicial.   Organizaciones sociales, legisladores y familiares promovieron denuncias administrativas y pedidos de juicio político contra el Poder Ejecutivo provincial, alegando presunto mal desempeño en la gestión de la emergencia y omisión de deberes de funcionario público.   El expediente fue finalmente radicado en el fuero federal, quedando la investigación principal a cargo de organismos nacionales especializados en delitos complejos y trata de personas. El caso continúa en proceso de instrucción.posteriormente se presentarían denuncias contra
el gobernador radical de Corrientes, Gustavo Valdés, y a otros funcionarios por una supuesta red de trata en la región. Posteriormente en una denuncia paralela contra el gobernador Correntino el fiscal Guillermo Marijuan presentó una acusación en Comodoro Py junto a otros funcionarios de la provincia por encubrimiento, abuso a la autoridad y violación en los deberes de funcionario público.La denuncia incluyo al senador Diego Pellegrini de la Coalición cívica, al exministro de Seguridad correntino, Buenaventura Duarte, al actual ministro de Seguridad de la provincia, Alfredo Vallejos, y a los comisarios generales Alberto Molina y Jorge Cristaldi